# Lecanicillium acerosum
Lecanicillium acerosum är en svampart som beskrevs av W. Gams, H.C. Evans & Zare 2001. Lecanicillium acerosum ingår i släktet Lecanicillium och familjen Cordycipitaceae.   Inga underarter finns listade i Catalogue of Life.